# Nati nel 1966/Marzo
| Questa pagina contiene informazioni ricavate automaticamente dalle voci biografiche con l'ausilio del template Bio e di un bot. L'aggiornamento è periodico e automatico e ricostruisce completamente la pagina. Se manca una persona in questa lista, sei pregato di non aggiungerla, ma accertati piuttosto che la sua voce biografica contenga il template Bio e che i dati anagrafici siano correttamente compilati. Se il template Bio manca, inseriscilo tu stesso o, in alternativa, metti l'avviso {{tmp\|Bio}} che ne segnala la mancanza. Se i dati riportati sono sbagliati, correggi direttamente la voce biografica; le modifiche saranno visibili in questa lista entro pochi giorni. Per chiarimenti vedi il progetto biografie. La lista contiene solo le 346 persone che sono citate nell'enciclopedia e per le quali è stato implementato correttamente il template Bio. Pagina aggiornata al 18 ago 2025. |

- 1º marzo - Susan Auch, ex pattinatrice di velocità su ghiaccio e pattinatrice di short track canadese
- 1º marzo - Tibor Balog, allenatore di calcio e ex calciatore ungherese
- 1º marzo - Phillip Blond, teologo inglese
- 1º marzo - Sergio Carcano, ex ciclista su strada italiano
- 1º marzo - Paul Hollywood, cuoco e personaggio televisivo britannico
- 1º marzo - Randy Hultgren, politico statunitense
- 1º marzo - Trent Kelly, politico statunitense
- 1º marzo - Ling Guang, ex cestista cinese
- 1º marzo - Maurizio Pellegrino, dirigente sportivo, allenatore di calcio e ex calciatore italiano
- 1º marzo - Zoran Slišković, ex calciatore croato
- 1º marzo - Zack Snyder, regista, sceneggiatore e produttore cinematografico statunitense
- 1º marzo - Francesco Viganò, giurista italiano
- 1º marzo - Delphine de Vigan, scrittrice francese
- 2 marzo - Sara Bertelà, attrice italiana
- 2 marzo - Stevie Rachelle, cantante tedesco
- 2 marzo - Ann Leckie, scrittrice statunitense
- 2 marzo - Stefano Maggi, storico italiano
- 2 marzo - Nina Morato, cantautrice francese
- 2 marzo - Judith Wiesner, ex tennista austriaca
- 2 marzo - Joško Španjić, allenatore di calcio e ex calciatore croato
- 3 marzo - Nacer Abdellah, ex calciatore marocchino
- 3 marzo - Hope Marie Carlton, modella e attrice statunitense
- 3 marzo - Claudio Castellini, disegnatore italiano
- 3 marzo - Fernando Colunga, attore messicano
- 3 marzo - Jiří Holubec, biatleta ceco
- 3 marzo - Tone Lōc, rapper e attore statunitense
- 3 marzo - Michail Vladimirovič Mišustin, politico e economista russo
- 3 marzo - Andrea Radici, allenatore di pallavolo italiano
- 3 marzo - Jérôme Ruillier, fumettista e illustratore francese
- 3 marzo - Marcelo Sánchez, ex cestista uruguaiano
- 3 marzo - Tor Thodesen, allenatore di calcio e ex calciatore norvegese
- 3 marzo - Timo Tolkki, cantante, chitarrista e produttore discografico finlandese
- 3 marzo - Alireza Zakani, politico iraniano
- 4 marzo - Steve Bastoni, attore italiano
- 4 marzo - Nicola Caputo, politico italiano
- 4 marzo - Grand Puba, rapper statunitense
- 4 marzo - Callista Gingrich, imprenditrice, politica e diplomatica statunitense
- 4 marzo - Adi Gordon, ex cestista israeliano
- 4 marzo - Emese Hunyady, ex pattinatrice di velocità su ghiaccio ungherese
- 4 marzo - Ruslan Jaqsylyqov, generale e politico kazako
- 4 marzo - Kevin Johnson, ex cestista e politico statunitense
- 4 marzo - Mirela Kumbaro, politica, docente e traduttrice albanese
- 4 marzo - Helmut Mayer, ex sciatore alpino austriaco
- 4 marzo - Dav Pilkey, scrittore e illustratore statunitense
- 4 marzo - Wash Westmoreland, regista, sceneggiatore e produttore cinematografico britannico
- 4 marzo - Hideo Yanagi, allenatore di football americano giapponese
- 5 marzo - Gus Caesar, ex calciatore inglese
- 5 marzo - Mark Z. Danielewski, scrittore statunitense
- 5 marzo - Mario De Clercq, dirigente sportivo, ex ciclocrossista e ciclista su strada belga
- 5 marzo - Oh Eun-sun, alpinista sudcoreana
- 5 marzo - Patrick French, scrittore, biografo e storico britannico († 2023)
- 5 marzo - Michael Irvin, ex giocatore di football americano e attore statunitense
- 5 marzo - Kim Pan-keun, ex calciatore sudcoreano
- 5 marzo - Sonia Maccioni, ex mezzofondista e ex maratoneta italiana
- 5 marzo - Aasif Mandvi, attore e comico indiano
- 5 marzo - Alessandro Rostagno, giornalista e personaggio televisivo italiano
- 5 marzo - Zachary Stevens, cantante statunitense
- 5 marzo - Marina Thovez, doppiatrice e attrice teatrale italiana
- 6 marzo - Maurice Ashley, scacchista statunitense
- 6 marzo - Silvia Chiesa, violoncellista italiana
- 6 marzo - Michelle Edwards, ex cestista, dirigente sportivo e allenatrice di pallacanestro statunitense
- 6 marzo - Mikael Gustafsson, politico svedese
- 6 marzo - Eija Kantola, cantante finlandese
- 6 marzo - Rick Pasqualone, doppiatore e attore statunitense
- 6 marzo - Jeff Szusterman, attore e doppiatore neozelandese
- 7 marzo - Alessandro Bergallo, attore e cabarettista italiano
- 7 marzo - Günther Csar, ex combinatista nordico austriaco
- 7 marzo - Tony Daly, ex rugbista a 15 e allenatore di rugby a 15 australiano
- 7 marzo - Jonathan Del Arco, attore uruguaiano
- 7 marzo - Vladimir Dračëv, ex biatleta russo
- 7 marzo - Ludwig Kögl, ex calciatore tedesco
- 7 marzo - Colette Leblanc, ex cestista belga
- 7 marzo - Mauro Martelli, canottiere italiano
- 7 marzo - Daniel Plaza, ex marciatore spagnolo
- 7 marzo - Atsushi Sakurai, cantante e batterista giapponese († 2023)
- 7 marzo - Francesco Svelto, ingegnere italiano
- 7 marzo - Joy Tanner, attrice statunitense
- 8 marzo - Laurent Bezault, ex ciclista su strada francese
- 8 marzo - Hervé Boussard, ciclista su strada francese († 2013)
- 8 marzo - Joe Foglietta, ex hockeista su ghiaccio canadese
- 8 marzo - Andy Garner, ex calciatore inglese
- 8 marzo - Ulf Karlsen, ex calciatore norvegese
- 8 marzo - Neofytos Larkou, ex calciatore cipriota
- 8 marzo - Danilo Marcelino, ex tennista brasiliano
- 8 marzo - Asylbek Momunov, calciatore sovietico († 1996)
- 8 marzo - Jos Sweron, ex giocatore di calcio a 5 belga
- 8 marzo - Zeferino Zeca Martins, arcivescovo cattolico angolano
- 9 marzo - Alëna Azërnaja, pittrice russa
- 9 marzo - Petr Barna, ex pattinatore artistico su ghiaccio cecoslovacco
- 9 marzo - Paolo Casciaro, ex hockeista su ghiaccio italiano
- 9 marzo - Óscar Celada, ex calciatore spagnolo
- 9 marzo - Giorgio Furlan, dirigente sportivo, ex ciclista su strada e pistard italiano
- 9 marzo - Fabrizio Gatti, giornalista e scrittore italiano
- 9 marzo - Mario Governa, ex cestista italiano
- 9 marzo - Velizar Iliev, ex pentatleta bulgaro
- 9 marzo - Louis Oliver, ex giocatore di football americano statunitense
- 9 marzo - Marco Pascolo, ex calciatore svizzero
- 9 marzo - Blaise Piffaretti, ex calciatore svizzero
- 9 marzo - Maurizio Romano, doppiatore italiano († 2003)
- 9 marzo - Pascal Vahirua, allenatore di calcio e ex calciatore francese
- 10 marzo - Enrico Azzimonti, designer italiano
- 10 marzo - Edie Brickell, cantautrice statunitense
- 10 marzo - Natusha, cantante e giornalista francese
- 10 marzo - Jurij Hudymenko, ex calciatore ucraino
- 10 marzo - Dave Krusen, batterista statunitense
- 10 marzo - Phil X, chitarrista e cantante canadese
- 10 marzo - Anna Shapiro, regista teatrale statunitense
- 10 marzo - Sergio Sironi, conduttore radiofonico e comico italiano
- 10 marzo - İlker Yağcıoğlu, allenatore di calcio e ex calciatore turco
- 11 marzo - Timothy Ray Brown, statunitense († 2020)
- 11 marzo - Greg Butler, ex cestista statunitense
- 11 marzo - Stéphane Demol, calciatore e allenatore di calcio belga († 2023)
- 11 marzo - Beatriz Ferrer-Salat, cavallerizza spagnola
- 11 marzo - Joe Hachem, giocatore di poker libanese
- 11 marzo - Junko Ishida, ex calciatrice giapponese
- 11 marzo - Erik Kessels, artista e designer olandese
- 11 marzo - Franco Orsi, politico italiano
- 11 marzo - Halvor Persson, ex saltatore con gli sci norvegese
- 11 marzo - Ralph Tamm, ex giocatore di football americano statunitense
- 11 marzo - John Thompson, allenatore di pallacanestro statunitense
- 11 marzo - Steve Weingart, tastierista statunitense
- 11 marzo - Julio Zamora, ex calciatore argentino
- 11 marzo - Īlias Zouros, allenatore di pallacanestro greco
- 12 marzo - Chen I-lan, ex cestista taiwanese
- 12 marzo - David Daniels, contraltista statunitense
- 12 marzo - Chris Jacke, ex giocatore di football americano statunitense
- 12 marzo - Sulejman Kerimov, imprenditore, dirigente sportivo e politico russo
- 12 marzo - Dominique Lemoine, ex calciatore belga
- 12 marzo - Grant Long, ex cestista statunitense
- 12 marzo - Felice Mazzù, allenatore di calcio e ex calciatore italiano
- 12 marzo - Luis Milla, allenatore di calcio e ex calciatore spagnolo
- 12 marzo - Celio Roncancio, ciclista su strada colombiano († 2014)
- 12 marzo - John Joale Tlhomola, vescovo cattolico lesothiano
- 13 marzo - Manuel Agnelli, cantautore, polistrumentista e produttore discografico italiano
- 13 marzo - Vana Barba, modella e attrice greca
- 13 marzo - Raffaele Fantetti, politico italiano
- 13 marzo - Lenka Kebrlová, ex sciatrice alpina ceca
- 13 marzo - Kátia Lund, regista, sceneggiatrice e produttrice cinematografica brasiliana
- 13 marzo - J. Michael Muro, regista e direttore della fotografia statunitense
- 13 marzo - Joseph Odermatt, religioso svizzero
- 13 marzo - Ana Laura Ribas, showgirl, personaggio televisivo e conduttrice radiofonica brasiliana
- 13 marzo - Tine Scheuer-Larsen, ex tennista danese
- 13 marzo - Ylli Shehu, allenatore di calcio e ex calciatore albanese
- 13 marzo - Ela Weber, showgirl, personaggio televisivo e ex modella tedesca
- 13 marzo - Chico Science, cantante e compositore brasiliano († 1997)
- 13 marzo - Marcial Álvarez, attore spagnolo
- 14 marzo - Pierre-Antoine Bozo, vescovo cattolico francese
- 14 marzo - Ofer Fleisher, ex cestista israeliano
- 14 marzo - Laura Forti, scrittrice e drammaturga italiana
- 14 marzo - Raul Midón, cantautore e chitarrista statunitense
- 14 marzo - Enrique Míguez, ex canoista spagnolo
- 14 marzo - Elise Neal, attrice e ex ballerina statunitense
- 14 marzo - Jean-Philippe Stassen, fumettista belga
- 14 marzo - Gary Anthony Williams, attore e doppiatore statunitense
- 15 marzo - Luca Ceriscioli, politico italiano
- 15 marzo - Henrique Arlindo Etges, ex calciatore brasiliano
- 15 marzo - Fabrizio Fioretti, ex calciatore italiano
- 15 marzo - Kjell Roar Kaasa, ex calciatore e dirigente sportivo norvegese
- 15 marzo - Kim Bong-kil, allenatore di calcio e ex calciatore sudcoreano
- 15 marzo - Pep Pujolrás, cestista spagnolo († 1992)
- 15 marzo - Pasquale Romano, autore televisivo e produttore televisivo italiano
- 16 marzo - John Doyle, ex calciatore statunitense
- 16 marzo - David Liss, scrittore e fumettista statunitense
- 16 marzo - Armando Marenzi, allenatore di calcio e ex calciatore croato
- 16 marzo - Rodney Peete, ex giocatore di football americano statunitense
- 16 marzo - Catarina Pollini, ex cestista, allenatrice di pallacanestro e dirigente sportivo italiana
- 16 marzo - Deng Qingming, astronauta cinese
- 16 marzo - Ramón Rivas, ex cestista portoricano
- 17 marzo - Brigitte Auer, ex sciatrice alpina austriaca
- 17 marzo - Steve Bucknall, ex cestista e allenatore di pallacanestro britannico
- 17 marzo - Alessandra De Stefano, giornalista, conduttrice televisiva e scrittrice italiana
- 17 marzo - Héctor Díaz, attore argentino
- 17 marzo - José Garcia, attore francese
- 17 marzo - Brahima Kamara, ex calciatore ivoriano
- 17 marzo - Maurizio Laureri, ex calciatore italiano
- 17 marzo - Mario Rinaldi, pilota motociclistico italiano
- 17 marzo - Jeremy Sheffield, attore e ex ballerino britannico
- 17 marzo - Chris Steele, regista, sceneggiatore e ex attore pornografico statunitense
- 17 marzo - José Villarreal, allenatore di calcio e ex calciatore argentino
- 17 marzo - Luca Volontè, politico italiano
- 18 marzo - Giuseppe Bonanno, dirigente sportivo e ex calciatore italiano
- 18 marzo - Paolo Borgia, arcivescovo cattolico e diplomatico italiano
- 18 marzo - Jerry Cantrell, chitarrista, cantante e cantautore statunitense
- 18 marzo - Fiorenza Cedolins, soprano italiano
- 18 marzo - Irina Chabarova, ex velocista russa
- 18 marzo - Peter Eigler, ex sciatore alpino tedesco
- 18 marzo - Jorge Ferreira, allenatore di calcio e ex calciatore angolano
- 18 marzo - Isnilon Totoni Hapilon, terrorista e guerrigliero filippino († 2017)
- 18 marzo - Bill Jones, ex cestista e allenatore di pallacanestro statunitense
- 18 marzo - Peter Jones, imprenditore britannico
- 18 marzo - Jon Levin, chitarrista e avvocato statunitense
- 18 marzo - Giuseppe Lupo, politico italiano
- 18 marzo - Clayton Munemo, ex giocatore di calcio a 5 zimbabwese
- 18 marzo - Álvaro Vargas Llosa, saggista peruviano
- 18 marzo - Anne Will, giornalista e conduttrice televisiva tedesca
- 19 marzo - Cas Anvar, attore canadese
- 19 marzo - Nigel Clough, allenatore di calcio e ex calciatore inglese
- 19 marzo - Giuseppe Manari, allenatore di calcio e ex calciatore italiano
- 19 marzo - Olaf Marschall, ex calciatore tedesco
- 19 marzo - Andrea Mazzucchi, informatico e imprenditore italiano
- 19 marzo - Giovanni Puggioni, ex velocista italiano
- 19 marzo - Qin Gang, politico e diplomatico cinese
- 19 marzo - Giovanni Scarantino, ex sollevatore italiano
- 19 marzo - Andy Sinton, ex calciatore inglese
- 20 marzo - Joe Barone, dirigente sportivo italiano († 2024)
- 20 marzo - Chung Jong-son, ex calciatore sudcoreano
- 20 marzo - Philippe Gimbert, ex rugbista a 15 e allenatore di rugby a 15 francese
- 20 marzo - Kenji Kamiyama, regista giapponese
- 20 marzo - Irma Kurti, poetessa, scrittrice e paroliera albanese
- 20 marzo - Ian Marshall, ex calciatore inglese
- 20 marzo - Mike Mills, regista e sceneggiatore statunitense
- 20 marzo - Zohrab Mnatsakanyan, diplomatico armeno
- 20 marzo - Gabriel Moya, ex calciatore spagnolo
- 20 marzo - Andy Mulligan, scrittore britannico
- 20 marzo - Bea Uusma, scrittrice e illustratrice svedese
- 20 marzo - Alka Yagnik, cantante indiana
- 21 marzo - Kwadwo Ani, artista ghanese
- 21 marzo - Benito Archundia, ex arbitro di calcio messicano
- 21 marzo - Roberto Azar, ex tennista argentino
- 21 marzo - Kenny Bräck, pilota automobilistico svedese
- 21 marzo - Nicola Campanile, militare italiano († 1990)
- 21 marzo - Hauke Fuhlbrügge, ex mezzofondista tedesco
- 21 marzo - Arturo Herrera Gutiérrez, economista, funzionario e politico messicano
- 21 marzo - Emad el-Din Mahmoud Ali, ex cestista egiziano
- 21 marzo - Emiel Mellaard, ex lunghista olandese
- 21 marzo - Niklas Nyhlen, ex calciatore svedese
- 21 marzo - Mario Orfeo, giornalista e dirigente pubblico italiano
- 21 marzo - Brad Pearce, ex tennista statunitense
- 21 marzo - DJ Premier, disc jockey, beatmaker e produttore discografico statunitense
- 21 marzo - Bettina Sabatini, ex maratoneta italiana
- 21 marzo - Marco Salom, regista, produttore cinematografico e compositore italiano
- 21 marzo - Rainer Schütterle, dirigente sportivo e ex calciatore tedesco
- 21 marzo - Mehran Shahintab, ex cestista e allenatore di pallacanestro iraniano
- 21 marzo - Shin Seung-hun, cantautore sudcoreano
- 21 marzo - Sadegh Varmazyar, ex calciatore e ex giocatore di calcio a 5 iraniano
- 22 marzo - Ol'ha Bohomolec', medica e politica ucraina
- 22 marzo - Giulia Bongiorno, avvocata e politica italiana
- 22 marzo - Eric Bruskotter, attore statunitense
- 22 marzo - Peter Clohessy, ex rugbista a 15 irlandese
- 22 marzo - Sara Crowe, attrice e scrittrice scozzese
- 22 marzo - Gianluigi Curreli, ex maratoneta italiano
- 22 marzo - Glen Denham, ex cestista neozelandese
- 22 marzo - Georgina Elías, ex cestista spagnola
- 22 marzo - Frank Glaw, erpetologo tedesco
- 22 marzo - Katrin Gutensohn, ex sciatrice alpina e sciatrice freestyle austriaca
- 22 marzo - Gary Janetti, sceneggiatore, produttore televisivo e attore statunitense
- 22 marzo - Frank Klawonn, ex canottiere tedesco
- 22 marzo - Martha McSally, politica e ex militare statunitense
- 22 marzo - Andrea Monda, giornalista e scrittore italiano
- 22 marzo - Alvaro Načinović, ex pallamanista e dirigente sportivo croato
- 22 marzo - Gianpiero Palmieri, arcivescovo cattolico italiano
- 22 marzo - António Pinto, ex mezzofondista e maratoneta portoghese
- 22 marzo - Isabel Rey, soprano spagnolo
- 22 marzo - Max Richter, compositore e musicista britannico
- 22 marzo - Brian Shaw, allenatore di pallacanestro e ex cestista statunitense
- 22 marzo - Xu Xiangmei, ex cestista cinese
- 23 marzo - Michael Anderson, ex cestista statunitense
- 23 marzo - Héctor Chiriboga, ex calciatore ecuadoriano
- 23 marzo - Fabio Corbani, allenatore di pallacanestro italiano
- 23 marzo - Marin Hinkle, attrice statunitense
- 23 marzo - Oleg Kononov, allenatore di calcio e ex calciatore bielorusso
- 23 marzo - Blanca Marsillach, attrice spagnola
- 23 marzo - Frank Martin, allenatore di pallacanestro statunitense
- 23 marzo - Thomas Matter, imprenditore e politico svizzero
- 23 marzo - Marek Maďarič, politico slovacco
- 23 marzo - Tim Miles, allenatore di pallacanestro statunitense
- 23 marzo - Martin Ndongo-Ebanga, pugile camerunese († 2024)
- 23 marzo - Alfred Nijhuis, allenatore di calcio e ex calciatore olandese
- 23 marzo - Richard van Poelgeest, ex cestista olandese
- 23 marzo - László Répási, ex calciatore ungherese
- 23 marzo - Luca Sandri, attore, doppiatore e direttore del doppiaggio italiano
- 23 marzo - Klaus Waldeck, musicista e produttore discografico austriaco
- 24 marzo - Chen Wei-Chen, ex giocatore di baseball taiwanese
- 24 marzo - Fabrizio Comba, politico italiano
- 24 marzo - Francisco Javier Cruz, ex calciatore messicano
- 24 marzo - Floyd Heard, ex velocista statunitense
- 24 marzo - Erling Jevne, ex fondista norvegese
- 24 marzo - Gigliola Staffilani, matematica italiana
- 24 marzo - Penny Toler, ex cestista, allenatrice di pallacanestro e dirigente sportiva statunitense
- 25 marzo - Melora Creager, cantante e violoncellista statunitense
- 25 marzo - Tom Crean, allenatore di pallacanestro statunitense
- 25 marzo - Frank Ferrer, batterista statunitense
- 25 marzo - Tom Glavine, ex giocatore di baseball statunitense
- 25 marzo - Humberto González, pugile messicano
- 25 marzo - Jeff Healey, chitarrista canadese († 2008)
- 25 marzo - Sergej Kostarev, ex schermidore sovietico
- 25 marzo - Kjell Lindqvist, allenatore di hockey su ghiaccio svedese
- 25 marzo - Anton Rogan, ex calciatore nordirlandese
- 25 marzo - Ivano Roma, ex giocatore di calcio a 5 italiano
- 25 marzo - Remig Stumpf, ciclista su strada e pistard tedesco († 2019)
- 25 marzo - Sofia Vinci, ex cestista e dirigente sportiva italiana
- 26 marzo - Stéphane Bouthiaux, biatleta francese
- 26 marzo - Michael Imperioli, attore e sceneggiatore statunitense
- 26 marzo - Helena Javornik, mezzofondista e maratoneta slovena
- 26 marzo - Ellie Mamahara, fumettista giapponese
- 26 marzo - Zsolt Marton, vescovo cattolico ungherese
- 26 marzo - Guido Meda, giornalista, conduttore televisivo e telecronista sportivo italiano
- 26 marzo - Benny Nielsen, ex nuotatore danese
- 26 marzo - Esteban Pérez Spatazza, ex cestista argentino
- 26 marzo - Martin Petrásek, ex fondista ceco
- 26 marzo - Gabriele Rossi, ex arbitro di calcio e allenatore di calcio sammarinese
- 26 marzo - Nick Wirth, ingegnere britannico
- 27 marzo - Ramiro Castillo, calciatore boliviano († 1997)
- 27 marzo - Nina Dimitri, cantante e musicista svizzera
- 27 marzo - Sōkrátīs Fámellos, politico greco
- 27 marzo - Žarko Paspalj, ex cestista jugoslavo
- 27 marzo - Patrizia Schiavone, ex cestista italiana
- 27 marzo - Paula Trickey, attrice statunitense
- 27 marzo - Martin Weisz, regista tedesco
- 28 marzo - Nathan Crowley, scenografo britannico
- 28 marzo - Jason Garrett, ex giocatore di football americano e allenatore di football americano statunitense
- 28 marzo - Nathalie Herreman, ex tennista francese
- 28 marzo - Franck Passi, allenatore di calcio e ex calciatore francese
- 29 marzo - Krasimir Balăkov, allenatore di calcio e ex calciatore bulgaro
- 29 marzo - Csilla Bartos-Cserepy, ex tennista ungherese
- 29 marzo - Adelina Corbanese, rugbista a 15, allenatore di rugby a 15 e sindacalista italiana († 2021)
- 29 marzo - Roberto Di Meglio, autore di giochi italiano
- 29 marzo - Andreas Dibowski, cavaliere tedesco
- 29 marzo - Jeroen Dijsselbloem, politico olandese
- 29 marzo - Mirco Gennari, ex calciatore sammarinese
- 29 marzo - Dwayne Harper, ex giocatore di football americano statunitense
- 29 marzo - Ruslan İdiqov, ex calciatore azero
- 29 marzo - Toshiya Imamura, goista giapponese
- 29 marzo - Sigrid Kirchmann, ex altista austriaca
- 29 marzo - Pamela Rai, ex nuotatrice canadese
- 30 marzo - Vincenzo Amato, attore italiano
- 30 marzo - Nicola Barker, scrittrice britannica
- 30 marzo - Joey Castillo, batterista statunitense
- 30 marzo - Jorge Cruz, ex calciatore colombiano
- 30 marzo - Massimiliano Forza, compositore, contrabbassista e scrittore italiano
- 30 marzo - Efstratios Grivas, scacchista greco
- 30 marzo - Philippe Lellouche, attore, regista e conduttore televisivo israeliano
- 30 marzo - Melanie Palenik, ex sciatrice freestyle statunitense
- 30 marzo - Dmitrij Volkov, nuotatore sovietico († 2025)
- 30 marzo - Leonid Vološin, ex triplista e lunghista russo
- 30 marzo - Sieglinde Winkler, ex sciatrice alpina austriaca
- 31 marzo - Severino Bernardini, ex maratoneta, mezzofondista e fondista di corsa in montagna italiano
- 31 marzo - Sylvie Bertin, modella francese
- 31 marzo - Roger Black, ex velocista britannico
- 31 marzo - Tomasz Cebula, ex calciatore polacco
- 31 marzo - Arnaud e Jean-Marie Larrieu, regista e sceneggiatore francese
- 31 marzo - Joakim Nilsson, ex calciatore svedese
- 31 marzo - Sergio Robbiano, designer italiano († 2014)
- 31 marzo - Iryna Taranenko-Terelja, ex fondista ucraina
- 31 marzo - Edith Thys, ex sciatrice alpina statunitense
- 31 marzo - Tommy Werner, ex nuotatore svedese